# Kyathanahalli, Heggadadevankote
Kyathanahalli là một làng thuộc tehsil Heggadadevankote, huyện Mysore, bang Karnataka, Ấn Độ.